# Shaheen-II
El Shaheen-II (urdu: شاهين-اا; nombre en clave: Hatf-VI Shaheen) es un misil balístico de alcance medio tierra-tierra con base terrestre desarrollado por Pakistán. El Shaheen-II está diseñado y desarrollado por NESCOM y el Complejo de Defensa Nacional (NDC) de Pakistán. La serie de misiles Shaheen lleva el nombre de un halcón que vive en las montañas de Pakistán.
El Centro Nacional de Inteligencia Aérea y Espacial de la Fuerza Aérea de Estados Unidos estima que, en junio de 2017, se habían desplegado operativamente menos de 50 lanzadores.